# Serie A 1952 (hockey su pista)
La Serie A 1952 è stata la 29ª edizione (la 3ª a girone unico), del torneo di primo livello del campionato italiano di hockey su pista. La competizione ha avuto inizio il 4 maggio e si è conclusa il 21 settembre 1952.
Lo scudetto è stato conquistato dalla Triestina per la tredicesima volta nella sua storia.

## Stagione

### Novità
A prendere il testimone del Mirabello retrocesso in serie B vi fu, vincendo il campionato cedetto, il DLF Trieste che tornò subito in massima serie dopo un solo anno di assenza. Al torneo parteciparono: Bolzanetese, Marzotto Valdagno, Edera Trieste, Monza, Novara, Pirelli, Triestina e appunto il DLF Trieste.

### Formula
La formula del campionato fu la stessa della stagione precedente; la manifestazione fu organizzata con un girone all'italiana, con gare di andata e ritorno per un totale di 14 giornate: erano assegnati 2 punti per l'incontro vinto e un punto a testa per l'incontro pareggiato, mentre non ne era attribuito alcuno per la sconfitta. Al termine del campionato la prima squadra classificata venne proclamata campione d'Italia mentre l'ottava classificata retrocedette in serie B.

### Avvenimenti
Il campionato iniziò il 4 maggio 1952; il torneo fu caratterizzato dall'alternanza in testa alla classifica delle squadre di Monza, di Novara e della Triestina. Alla fine del girone d'andata si ritrovò in testa al torneo il Novara che però successivamente incappò in tre sconfitte consecutive lasciando spazio ai brianzoli e ai friulani. All'ultima giornata il Monza aveva un punto di vantaggio sulla Triestina ma venne sconfitto dal retrocesso DLF Trieste e grazie alla concomitante vittoria la Triestina si laureò per la tredicesima volta nella sua storia campione d'Italia. Il DLF Trieste retrocedette in serie B mentre Aldo Gelmini del Monza fu capocannoniere del torneo.

## Squadre partecipanti
| Club              | Stagione | Città         | Impianto                       | Stagione precedente              |
| ----------------- | -------- | ------------- | ------------------------------ | -------------------------------- |
| Bolzanetese       | n.d.     | Genova        | Pista Nostra Sig.ra della Neve | 7º in Serie A                    |
| DLF Trieste       | dettagli | Trieste       | Pista di Viale Miramare        | 1º in Serie B, promosso          |
| Edera Trieste     | dettagli | Trieste       | Pista di Viale Miramare        | 6º in Serie A                    |
| Marzotto Valdagno | dettagli | Valdagno (VI) | Pista Cavalchina               | 5º in Serie A                    |
| Monza             | dettagli | Monza (MI)    | Pista di via Boccaccio         | 1º in Serie A, campione d'Italia |
| Novara            | dettagli | Novara        | Pista in viale Buonarroti      | 3º in Serie A                    |
| Pirelli           | n.d.     | Milano        | ?                              | 4º in Serie A                    |
| Triestina         | dettagli | Trieste       | Pista di Viale Miramare        | 2º in Serie A                    |

### Allenatori e primatisti
| Squadra           | Allenatore    | Cannoniere   |
| ----------------- | ------------- | ------------ |
| Bolzanetese       |               |              |
| DLF Trieste       |               |              |
| Edera Trieste     |               |              |
| Marzotto Valdagno |               |              |
| Monza             |               | Aldo Gelmini |
| Novara            | Carlo Ciocala |              |
| Pirelli           |               |              |
| Triestina         | Mario Cergol  |              |

## Classifica finale
|  | Pos. | Squadra           | Pt | G  | V  | N | P  | GF  | GS  | DR  |
|  | ---- | ----------------- | -- | -- | -- | - | -- | --- | --- | --- |
|  | 1.   | Triestina         | 21 | 14 | 10 | 1 | 3  | 106 | 47  | +59 |
|  | 2.   | Monza             | 20 | 14 | 10 | 0 | 4  | 120 | 58  | +62 |
|  | 3.   | Novara            | 17 | 14 | 8  | 1 | 5  | 90  | 69  | +21 |
|  | 4.   | Marzotto Valdagno | 14 | 14 | 7  | 0 | 7  | 71  | 76  | -5  |
|  | 5.   | Edera Trieste     | 11 | 14 | 4  | 3 | 7  | 77  | 86  | -9  |
|  | 6.   | Bolzanetese       | 11 | 14 | 5  | 1 | 8  | 63  | 111 | -48 |
|  | 7.   | Pirelli           | 10 | 14 | 4  | 2 | 8  | 60  | 87  | -27 |
|  | 8.   | DLF Trieste       | 8  | 14 | 4  | 0 | 10 | 56  | 109 | -53 |

Legenda:
      Campione d'Italia.
      Retrocessa in Serie B.
Note:
Due punti a vittoria, uno a pareggio, zero a sconfitta.

## Risultati

### Tabellone
| 1952              | Bolz | Eder | Ferr | MarV | Monz | Nova | Pire | Trie |
| ----------------- | ---- | ---- | ---- | ---- | ---- | ---- | ---- | ---- |
| Bolzanetese       | –––– | 6-6  | 6-4  | 5-7  | 5-10 | 5-4  | 5-3  | 10-5 |
| Edera Trieste     | 14-3 | –––– | 9-3  | 0-5  | 6-8  | 2-15 | n.d. | 5-12 |
| Ferroviario       | 5-9  | 7-6  | –––– | 7-3  | 5-3  | 3-7  | 8-5  | 1-12 |
| Marzotto Valdagno | 11-3 | 6-4  | 9-1  | –––– | 6-3  | 4-3  | 5-7  | 2-8  |
| Monza             | 15-2 | 8-4  | 15-5 | 11-3 | –––– | 14-3 | 7-2  | 7-2  |
| Novara            | 9-3  | 16-4 | 14-2 | 5-4  | 4-9  | –––– | 4-4  | 5-4  |
| Pirelli           | 8-0  | 4-4  | 8-3  | 2-3  | 4-13 | 4-7  | –––– | 3-12 |
| Triestina         | 10-1 | 8-5  | 5-3  | 9-3  | 8-1  | 6-0  | 13-2 | –––– |

### Calendario
| Andata (1ª) | Andata (1ª) | Prima giornata          | Ritorno (8ª) | Ritorno (8ª) |
|             |             |                         |              |              |
| 4 mag.      | 6-6         | Bolzanetese-Edera       | 3-14         | 27 lug.      |
| 4 mag.      | 6-3         | Marzotto Valdagno-Monza | 3-11         | 27 lug.      |
| 4 mag.      | 14-2        | Novara-DLF Trieste      | 7-3          | 27 lug.      |
| 4 mag.      | 13-2        | Triestina-Pirelli       | 12-3         | 27 lug.      |

| Andata (2ª) | Andata (2ª) | Seconda giornata         | Ritorno (9ª) | Ritorno (9ª) |
|             |             |                          |              |              |
| 11 mag.     | 5-10        | Bolzanetese-Monza        | 2-15         | 3 ago.       |
| 11 mag.     | 4-4         | Edera-Triestina          | 5-8          | 3 ago.       |
| 11 mag.     | 5-4         | Novara-Marzotto Valdagno | 3-4          | 3 ago.       |
| 11 mag.     | 8-3         | Pirelli-DLF Trieste      | 5-8          | 3 ago.       |

| Andata (3ª) | Andata (3ª) | Terza giornata            | Ritorno (10ª) | Ritorno (10ª) |
|             |             |                           |               |               |
| 18 mag.     | 7-6         | DLF Trieste-Edera         | 2-7           | 24 ago.       |
| 18 mag.     | 5-7         | Marzotto Valdagno-Pirelli | 3-2           | 24 ago.       |
| 18 mag.     | 14-3        | Monza-Novara              | 9-4           | 24 ago.       |
| 18 mag.     | 10-1        | Triestina-Bolzanetese     | 5-10          | 24 ago.       |

| Andata (4ª) | Andata (4ª) | Quarta giornata         | Ritorno (11ª) | Ritorno (11ª) |
|             |             |                         |               |               |
| 25 mag.     | 5-9         | DLF Trieste-Bolzanetese | 4-6           | 7 set.        |
| 25 mag.     | 6-4         | Marzotto Valdagno-Edera | 5-8           | 7 set.        |
| 25 mag.     | 7-2         | Monza-Pirelli           | 13-4          | 7 set.        |
| 25 mag.     | 5-4         | Novara-Triestina        | 0-6           | 7 set.        |

| Andata (5ª) | Andata (5ª) | Quinta giornata               | Ritorno (12ª) | Ritorno (12ª) |
|             |             |                               |               |               |
| 1º giu.     | 5-7         | Bolzanetese-Marzotto Valdagno | 3-11          | 31 ago.       |
| 1º giu.     | 5-4         | Edera Trieste-Monza           | 4-8           | 31 ago.       |
| 1º giu.     | 4-7         | Pirelli-Novara                | 4-4           | 31 ago.       |
| 1º giu.     | 5-3         | Triestina-DLF Trieste         | 12-1          | 31 ago.       |

| Andata (6ª) | Andata (6ª) | Sesta giornata                | Ritorno (13ª) | Ritorno (13ª) |
|             |             |                               |               |               |
| 8 giu.      | 3-4         | Edera-Pirelli                 | 4-4           | 14 set.       |
| 8 giu.      | 7-3         | DLF Trieste-Marzotto Valdagno | 1-9           | 14 set.       |
| 8 giu.      | 7-2         | Monza-Triestina               | 1-8           | 14 set.       |
| 8 giu.      | 9-3         | Novara-Bolzanetese            | 4-5           | 14 set.       |

| \| Andata (7ª) \| Andata (7ª) \| Settima giornata \| Ritorno (14ª) \| Ritorno (14ª) \| \| \| \| \| \| \| \| 20 lug. \| 3-9 \| Edera Trieste-Novara \| 4-16 \| 21 set. \| \| 20 lug. \| 2-8 \| Marzotto Valdagno-Triestina \| 3-9 \| 21 set. \| \| 20 lug. \| 15-5 \| Monza-DLF Trieste \| 3-5 \| 21 set. \| \| 20 lug. \| 8-0 \| Pirelli-Bolzanetese \| 3-5 \| 21 set. \| |             |                             |               |               |
| Andata (7ª) | Andata (7ª) | Settima giornata            | Ritorno (14ª) | Ritorno (14ª) |
| |             |                             |               |               |
| 20 lug. | 3-9         | Edera Trieste-Novara        | 4-16          | 21 set.       |
| 20 lug. | 2-8         | Marzotto Valdagno-Triestina | 3-9           | 21 set.       |
| 20 lug. | 15-5        | Monza-DLF Trieste           | 3-5           | 21 set.       |
| 20 lug. | 8-0         | Pirelli-Bolzanetese         | 3-5           | 21 set.       |

## Verdetti
| Verdetto               | Club                   |
| ---------------------- | ---------------------- |
| Campione d'Italia 1952 | Triestina (13º titolo) |
| Retrocesse in Serie B  | DLF Trieste            |

### Squadra campione
| N° | Naz.              | Ruolo | Sportivo         |  |  |  |
| -- | ----------------- | ----- | ---------------- |  |  |  |
| ?  | Italia (bandiera) | E     | Emilio Bertuzzi  |  |  |  |
| ?  | Italia (bandiera) | E     | Ermanno Bertuzzi |  |  |  |
| ?  | Italia (bandiera) | E     | Claudio Brezigar |  |  |  |
| ?  | Italia (bandiera) | P     | Romano Cataletto |  |  |  |
| ?  | Italia (bandiera) | E     | Marcello Forti   |  |  |  |
| ?  | Italia (bandiera) | E     | Giovanni Poser   |  |  |  |
| ?  | Italia (bandiera) | E     | Sanguanini       |  |  |  |
| ?  | Italia (bandiera) | E     | Claudio Torrenti |  |  |  |

- Allenatore:  Mario Cergol

## Statistiche del torneo

### Capoliste solitarie
|    | ——   | ——   | —— | ——     | ——     | ——     | ——     | —— | ——    | ——    | ——    | ——    | ——   | —— |  |
|    | Nov. | Tri. |    | Novara | Novara | Novara | Novara |    | Monza | Monza | Monza | Monza | Tri. |    |  |
|    |      |      |    |        |        |        |        |    |       |       |       |       |      |    |  |
|    |      |      |    |        |        |        |        |    |       |       |       |       |      |    |  |
| 1ª | 2ª   | 3ª   | 4ª | 5ª     | 6ª     | 7ª     | 8ª     | 9ª | 10ª   | 11ª   | 12ª   | 13ª   | 14ª  |    |  |

### Classifica in divenire
|                   | 1ª | 2ª | 3ª | 4ª | 5ª | 6ª | 7ª | 8ª | 9ª | 10ª | 11ª | 12ª | 13ª | 14ª |
| ----------------- | -- | -- | -- | -- | -- | -- | -- | -- | -- | --- | --- | --- | --- | --- |
| Bolzanetese       | 1  | 1  | 1  | 3  | 3  | 3  | 3  | 3  | 3  | 5   | 7   | 7   | 9   | 11  |
| DLF Trieste       | 0  | 0  | 2  | 2  | 2  | 4  | 4  | 4  | 6  | 6   | 6   | 6   | 6   | 8   |
| Edera Trieste     | 1  | 2  | 2  | 2  | 4  | 4  | 4  | 6  | 6  | 8   | 10  | 10  | 11  | 11  |
| Marzotto Valdagno | 2  | 2  | 2  | 4  | 6  | 6  | 6  | 6  | 8  | 10  | 10  | 12  | 14  | 14  |
| Monza             | 0  | 2  | 4  | 6  | 6  | 8  | 10 | 12 | 14 | 16  | 18  | 20  | 20  | 20  |
| Novara            | 2  | 4  | 4  | 6  | 8  | 10 | 12 | 14 | 14 | 14  | 14  | 15  | 15  | 17  |
| Pirelli           | 0  | 2  | 4  | 4  | 4  | 6  | 8  | 8  | 8  | 8   | 8   | 9   | 10  | 10  |
| Triestina         | 2  | 3  | 5  | 5  | 7  | 7  | 9  | 11 | 13 | 13  | 15  | 17  | 19  | 21  |

### Record squadre
- Maggior numero di vittorie: Monza e Triestina (10)
- Minor numero di vittorie: Pirelli, DLF Trieste e Edera Trieste (4)
- Maggior numero di pareggi: Edera Trieste (3)
- Minor numero di pareggi: Valdagno, DLF Trieste e Monza (0)
- Maggior numero di sconfitte: DLF Trieste (10)
- Minor numero di sconfitte: Triestina (3)
- Miglior attacco: Monza (120 reti realizzate)
- Peggior attacco: DLF Trieste (56 reti realizzate)
- Miglior difesa: Triestina (47 reti subite)
- Peggior difesa: Bolzanetese (111 reti subite)
- Miglior differenza reti: Monza (+62)
- Peggior differenza reti: DLF Trieste (-53)

### Classifica cannonieri
| Gol |  |  | Giocatore    | Squadra |
| --- |  |  | ------------ | ------- |
| ?   |  |  | Aldo Gelmini | Monza   |